# Seznam polkov NDH
Seznam polkov NDH.

## Pehotni
- 1. hrvaškodomobranski prostovoljni polk (NDH)
- 2. pehotni polk (NDH)
- 3. pehotni polk (NDH)
- 4. pehotni polk (NDH)
- 5. pehotni polk (NDH)
- 6. pehotni polk (NDH)
- 7. pehotni polk (NDH)
- 8. pehotni polk (NDH)
- 9. pehotni polk (NDH)
- 10. pehotni polk (NDH)
- 11. pehotni polk (NDH)
- 12. pehotni polk (NDH)
- 13. pehotni polk (NDH)
- 14. pehotni polk (NDH)
- 15. pehotni polk (NDH)
- 16. pehotni polk (NDH)

## Strelski
- 1. strelski polk (NDH)
- 4. strelski polk (NDH)
- 5. strelski polk (NDH)
- 6. strelski polk (NDH)
- 7. strelski polk (NDH)
- 8. strelski polk (NDH)
- 10. strelski polk (NDH)
- 13. strelski polk (NDH)

## Gorski
- 1. gorski polk (NDH)
- 2. gorski polk (NDH)
- 2. gorski pehotni polk (NDH)
- 3. gorski polk (NDH)
- 3. gorski pehotni polk (NDH)
- 4. gorski polk (NDH)
- 4. gorski lovski polk (NDH)
- 5. gorski polk (NDH)
- 8. gorski polk (NDH)
- 9. gorski polk (NDH)
- 11. gorski polk (NDH)

## Konjeniški
- 1. konjeniški polk (NDH)
- zagrebški konjeniški polk (NDH)

## Pionirski
- pionirski polk (NDH)